# Dactylorhiza urvilleana
Dactylorhiza urvilleana är en orkidéart som först beskrevs av Ernst Gottlieb von Steudel, och fick sitt nu gällande namn av Helmut Baumann och Siegfried Künkele. Dactylorhiza urvilleana ingår i Handnyckelsläktet som ingår i familjen orkidéer. Inga underarter finns listade i Catalogue of Life.